# Gebietsfremder
Ein Gebietsfremder im Sinne des Außenwirtschaftsrechts war gemäß § 4 Abs. 1 Nr. 7 Außenwirtschaftsgesetz (AWG) a.F. eine natürliche Person mit Wohnsitz oder gewöhnlichem Aufenthalt in fremden Wirtschaftsgebieten oder eine juristische Person oder Personengesellschaft mit Geschäftssitz, Hauptniederlassung oder Leitung in fremden Wirtschaftsgebieten.
Der Begriff wird seit der Neufassung des Außenwirtschaftsgesetzes (AWG) seit September 2013 nicht mehr verwendet. Seitdem gilt synonym die Bezeichnung Ausländer (§ 2 Abs. 5 AWG). Gegensatz bildeten entsprechend die Gebietsansässigen, nunmehr Inländer (§ 2 Abs. 15 AWG).
Hierbei gelten Betriebsstätten, Niederlassungen oder Zweigniederlassungen Gebietsansässiger in fremden Wirtschaftsgebieten als Gebietsfremde, wenn sie eine eigene Buchführung haben, und Betriebsstätten Gebietsansässiger in fremden Wirtschaftsgebieten als Gebietsfremde, wenn diese dort ihre Verwaltung haben.
Beispiele
- Herr Mustermann lebt dauerhaft in Moskau und hat dort auch seinen gewöhnlichen Aufenthalt. Er ist Ausländer im Sinne des Außenwirtschaftsrechtes.
- Der Müllermann-Konzern hat eine Zweigniederlassung in Nordafrika. Die dortige Zweigniederlassung hat eine eigene Buchführung und wird gesondert abgerechnet. Diese Zweigniederlassung ist Ausländer.
- Die Hubermann-GmbH betreibt eine Betriebsstätte in Usbekistan. Diese Betriebsstätte hat keine eigene Verwaltung, sondern wird komplett von Deutschland aus betrieben und gesteuert. Die usbekische Betriebsstätte ist kein Ausländer im Sinne des Außenwirtschaftsrechtes, wohl aber im Sinne des Zollrechtes.